# 忘れていいの-愛の幕切れ-
「忘れていいの-愛の幕切れ-」（わすれていいの あいのまくぎれ）は、小川知子・谷村新司とのデュエットシングル。1984年2月25日に発売された。

## 概要
「忘れていいの-愛の幕切れ-」は、谷村のアルバム『抱擁-SATIN ROSE-』（1984年1月21日発売）の収録曲である「忘れていいの」をデュエット曲化したもので、今回のために歌詞を一部変更している。
谷村が好きなテレビドラマ『金曜日の妻たちへ』（TBS系）の世界を歌にしたという。ドラマに出演していた小川に直接オファーがあった。歌詞は、別れる男女の悲哀を描いた内容のもの。また、歌の終盤で、谷村が小川の胸元に直の手を滑り込ませる仕草の演出を見せた。これは、小川からの提案で取り入れられたものである。
谷村は音楽番組にて「忘れていいの-愛の幕切れ-」を自身のソロや小川以外の女性芸能人（岩崎宏美、大地真央、壇蜜など)とのデュエットで披露することもある。
錦織一清が井上珠美とのデュエットでカヴァーし、アルバム『歌謡 Style Collection』（2023年）に収録。

## 収録曲
両楽曲共に、作詞・作曲：谷村新司／編曲：馬飼野康二
1. 忘れていいの-愛の幕切れ-（4分40秒）
2. 愛すれど心さびしく（4分18秒）